# Comuna Tureatca, Adâncata
Tureatca (în ucraineană Турятка, transliterat: Tureatka) este o comună în raionul Adâncata, regiunea Cernăuți, Ucraina, formată din satele Poieni și Tureatca (reședința).

## Demografie
Componența lingvistică a comunei Tureatca
     Ucraineană (78,69%)
     Română (20,93%)
     Alte limbi (0,34%)
Conform recensământului din 2001, majoritatea populației comunei Tureatca era vorbitoare de ucraineană (78,69%), existând în minoritate și vorbitori de română (20,93%).